# La Chapelle-Gaudin
La Chapelle-Gaudin era una comuna francesa situada en el departamento de Deux-Sèvres, de la región de Nueva Aquitania, que el 1 de enero de 2016 pasó a ser una comuna delegada de la comuna nueva de Argentonnay al fusionarse con las comunas de Argenton-les-Vallées, La Coudre, Le Breuil-sous-Argenton, Moutiers-sous-Argenton y Ulcot.

## Demografía
| Gráfica de evolución demográfica de La Chapelle-Gaudin entre 1800 y 2013 |
|                                                                          |

Los datos demográficos contemplados en este gráfico de la comuna de La Chapelle-Gaudin se han cogido de 1800 a 1999 de la página francesa EHESS/Cassini, y los demás datos de la página del INSEE.